# Pascalia glauca
Pascalia glauca là một loài thực vật có hoa trong họ Cúc. Loài này được Ortega mô tả khoa học đầu tiên năm 1797.